# Kiss Land (album)
Kiss Land este albumul de studio de debut al cântărețului canadian The Weeknd. A fost lansat pe 10 septembrie 2013, prin XO și Republic Records. Albumul a fost susținut de single-ul principal cu același nume, precum și de „Belong to the World”, „Love in the Sky”, „Live For”, „Pretty” și „Wanderlust”. Producția albumului s-a ocupat în primul rând de DannyBoyStyles, The Weeknd însuși și DaHeala, printre alții.
Kiss Land a primit recenzii în general pozitive din partea criticilor. Albumul a debutat pe locul doi în Billboard 200 din SUA, vânzându-se în 95.000 de copii în prima sa săptămână. În august 2015, albumul se vânduse în 273.000 de copii în Statele Unite.